# Pittosporum viridiflorum
Pittosporum viridiflorum là một loài thực vật có hoa trong họ Pittosporaceae. Loài này được Sims miêu tả khoa học đầu tiên năm 1814.